# GH Волка
GH Волка (лат. GH Lupi), HD 136739 — двойная звезда в созвездии Волка на расстоянии приблизительно 3866 световых лет (около 1185 парсеков) от Солнца. Видимая звёздная величина звезды — от +7,83m до +7,55m. Возраст звезды определён как около 46 млн лет.

## Характеристики
Первый компонент — жёлтый сверхгигант, пульсирующая переменная звезда*, цефеида (CEP) спектрального класса G2Iab, или G5. Масса — около 6,353 солнечных, радиус — около 68,934 солнечных, светимость — около 1580,506 солнечных. Эффективная температура — около 4834 K.
Второй компонент — коричневый карлик. Масса — около 42,78 юпитерианских. Удалён на 2,77 а.е..